# Griswoldia melana
Espèce
Synonymes
- Campostichomma melanum Lawrence, 1938

Griswoldia melana est une espèce d'araignées aranéomorphes de la famille des Zoropsidae.

## Distribution
Cette espèce est endémique du KwaZulu-Natal en Afrique du Sud,.

## Publication originale
- Lawrence, 1938 : A collection of spiders from Natal and Zululand. Annals of the Natal Museum, vol. 8, no 3, p. 455–524.